# Gunnar Gren
Gunnar Gren (født 31. oktober 1920, død 10. november 1991) var en svensk fodboldspiller og træner, der primært spillede for IFK Göteborg og AC Milan. Han var som angriber på det svenske landshold med til at vinde guld ved OL i 1948 i London og sølv ved VM i 1958 på hjemmebane.
I alt nåede Gren, mellem 1940 og 1958 at spille 57 landskampe og score 32 mål for svenskerne. Blandt andet scorede han tre mål i OL-turneringen 1948. Han var en del af den kendte Gre-No-Li trio af angribere for AC Milan og Sveriges landshold sammen med Gunnar Nordahl og Nils Liedholm.
I 1946 blev Gren kåret til Årets fodboldspiller i Sverige.
Gren fungerede i en årrække efter sit karrierestop som træner, og stod blandt andet i spidsen for sine gamle klubber IFK Göteborg og andre svenske klubber samt for AC Milan og Juventus FC i Italien.

## Titler
Allsvenskan
- 1941 med IFK Göteborg

Serie A
- 1951 med AC Milan

OL
- 1948 med Sverige